# 다라위시 운동

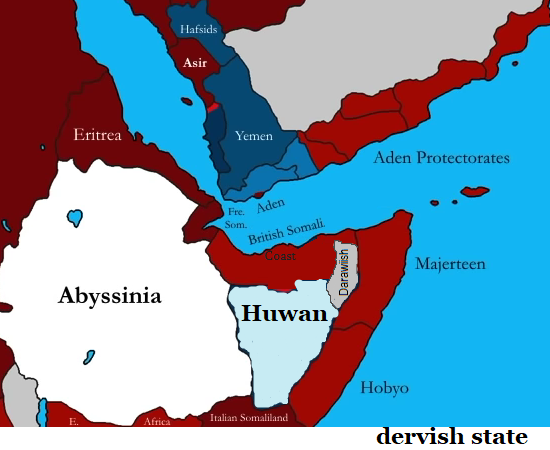

다라위시 운동(소말리어: Halgankii Daraawiishta)은 1899년에서 1920년 사이에 아프리카의 뿔 지역에서 전개된 반식민주의(주로 반영국) 무장투쟁이다. 살리흐파 수피파 무슬림 시인 마하메드 캅둘레 하산이 지도자였다. 하산은 "사이드 마하메드"라고도 했으며, 식민제국주의 이교도들 및 그들에게 부역하는 에티오피아 세력을 몰아내고 이슬람 국가를 세우는 것을 목표로 했다. 하산은 이슬람 씨족 지도자, 장로들로 구성된 "쿠수시(Khususi)"라는 통치평의회를 설치하고 오스만 제국에서 자문관을 받았다. 이는 다씨족 국민주의 해방운동으로 이어져 오늘날의 소말리아라는 국체의 기원이 된다. 그러나 다라위시 투사들은 대부분 둘바한테 씨족 출신이었으며 오가덴 씨족에서는 지지세가 그만큼 크지 못했다.